# Vasco da Gama Beach Soccer
O Futebol de Areia do Club de Regatas Vasco da Gama é o departamento de futebol de areia do clube poliesportivo brasileiro homônimo, sediado na cidade do Rio de Janeiro. O clube disputa competições com o nome fantasia Vasco da Gama Beach Soccer, ou simplesmente Vasco da Gama. A seção de futebol de areia cruzmaltina foi criada em 04 de outubro de 1999 (25 anos).
O Vasco da Gama é o principal clube sul-americano de futebol de areia e uma das maiores equipes do mundo na modalidade. Além de ser o primeiro clube campeão mundial de beach soccer, é também o maior campeão da Copa Libertadores (sendo o único carioca campeão continental), o maior campeão do Campeonato Brasileiro, da Copa Brasil e do Circuito Brasileiro, primeiro campeão brasileiro feminino, único campeão da Supercopa do Brasil e do Torneio Rio–São Paulo e o maior campeão estadual masculino e feminino.
Para além dos títulos, o beach soccer cruzmaltino também se notabiliza pela geração de talentos para o esporte nacional. Jogadores importantes foram formados nas categorias de base do clube e começaram a carreira nas areias do centro de treinamento na praia do Leme. Dentre as principais revelações, destacam-se: Jorginho, Bruno Xavier, Mauricinho (melhores do mundo em 1999, 2000 e 2004, 2013 e 2017, respectivamente) e Josep Jr. (eleito craque da Copa do Mundo de 2024).

## Masculino
O primeiro título, inclusive invicto, veio em 1999 com o I Campeonato Carioca de Futebol de Areia, disputado na praia do Flamengo, em uma arena montada para 2.500 pessoas com transmissão ao vivo pelo SporTV. O torneio foi inédito em todo o mundo, pois reuniu - pela primeira vez - clubes da modalidade. A competição contou com oito equipes: Vasco da Gama, Botafogo, Fluminense, Juventus, Copacabana, Praia Rio, Carioca e América. Na disputa, o Vasco derrotou todos os seus adversários, entre eles os tradicionais Fluminense (por 9 a 8), América (por 12 a 2) e Juventus (time de Júnior, símbolo do futebol de areia, na semifinal, por 5 a 3). Na final, disputada contra o Botafogo, o Gigante das Areias, do treinador era Marco Octávio Cerqueira, virou o placar para 5 a 4 depois de estar perdendo por 3 a 0. O time vascaíno contava com o talento de jogadores de Seleção Brasileira como Júnior Negão, Jorginho e Benjamim.
Em 2003 veio o bicampeonato, com uma equipe que tinha como base os primeiros campeões. Dessa vez o adversário foi o Copacabana, equipe tradicional das areias cariocas.
Em 2010, com uma nova equipe, com caras novas como: Bruno Xavier, Rafinha e Maguinho, mas ainda contando com os experientes Buru e Jorginho, o Vasco conquistou o título do Torneio Rio-São Paulo em cima da grande equipe do Corinthians que tinha André, Souza e o goleiro Mão em seu time.
O maior de todos esses títulos chegou em 2011: de maneira espetacular, o Vasco passou por excelentes equipes favoritas como Boca Juniors, Flamengo (duas vezes), Corinthians e Sporting e conquistou o primeiro Mundialito de Clubes da FIFA de Futebol de Areia.
Em 2012, em março, veio o inédito título da Copa Brasil de Futebol de Areia, vencendo a equipe de Sampaio Corrêa na final pelo placar de 5 a 2. Já em maio a equipe vascaína ficou em terceiro lugar no Mundialito de Clubes; após começar de forma ruim o campeonato perdendo para a reformulada equipe do Santos, o Vasco se reencontrou na competição e só veio perder novamente na semifinal contra a forte equipe do Flamengo, que contava com o uruguaio Pampero, os experientes Benjamin, Robertinho e Anderson; mais tarde, viria a vencer o mesmo adversário da decisão do ano passado, o Sporting de Portugal, mas desta vez na decisão de terceiro lugar.
Em 2013, a equipe sub-20 cruzmaltina conquistou o primeiro título de sua existência ao se sagrar campeã do I Circuito Guaraviton.
Em novembro, com o time profissional, veio o título da I etapa do Circuito Brasileiro, que foi realizada em Vitória, Espírito Santo.
Em 2014, o Vasco conquistou o primeiro título da temporada logo na primeira competição em que disputou, e de forma invicta, esta foi o Campeonato Carioca (o primeiro organizado pela nova Federação de Beach Soccer do Estado do Rio de Janeiro); na final derrotou a equipe do Flamengo pelo placar de 4 a 3 de virada.
No mês seguinte, outra conquista, o bicampeonato da Copa Brasil, desta vez, vencendo na final a equipe do Sport (vice-campeã na edição anterior), pelo placar de 6 a 2.
Logo após foi realizada a terceira etapa do circuito, no Maranhão, onde o clube conquistou o terceiro lugar.
Em outubro, no Espírito Santo, foi realizada a quarta, e última, etapa do circuito brasileiro; desta vez o Vasco terminou em primeiro ao bater a equipe do Rio Branco pelo placar de 4 a 1.
Com o resultado, a equipe cruz-maltina se sagrou campeã do I Circuito Brasileiro de Futebol de Areia.
Em 2015, no Mundialito de Clubes, o Vasco classifica-se em primeiro no seu grupo vencendo Flamengo, Corinthians e Fluminense. Na semifinal vence novamente o Fluminense por 5 a 2. Na final perde nos pênaltis para o Barcelona por 3 a 2, depois de empatarem por 4 a 4 após a prorrogação e fica com o vice-campeonato.
O time disputou o Campeonato Brasileiro de 2017 na Praia do Gonzaga, Santos com a participação de mais sete equipes, competição que dava ao campeão vaga na primeira edição da Copa Libertadores de Futebol de Areia também realizada em Santos.
O time termina a primeira fase em primeiro lugar do grupo e classifica-se à final. Na final derrota o Sampaio Corrêa por 5 a 1 e conquista o título inédito e a vaga na Copa Libertadores.
Na estreia da Copa Libertadores de 2016, realizado em janeiro de 2017, devido à tragédia da Chapecoense, ocorrido em 29 de novembro de 2016 na Colômbia, o time goleia o Reales de Miranda da Venezuela por 7 a 1.
O Vasco da Gama, de maneira invicta, consagrou-se como o primeiro campeão da Copa Libertadores, ao vencer o Rosario Central da Argentina por 8 a 1 na disputa final.
O Vasco conquista o bicampeonato invicto da Copa Libertadores de 2017 realizado no Paraguai, ao vencer o Club Malvín do Uruguai por 8 a 5 na final.
O Vasco conquistou o tetracampeonato do Campeonato Carioca de 2018, de forma invicta. A equipe cruzmaltino venceu o Botafogo por 5 a 1 na Praia do Leme na final.
Na semifinal da Copa Libertadores de 2018 realizado no Parque Olímpico do Rio de Janeiro, o Vasco vence o Acassuso da Argentina por 5 a 4 e classifica-se à terceira final consecutiva da competição. Na final, o Vasco é derrotado nos pênaltis após empate em 8 a 8 com o Vitória e termina com o vice-campeonato. O jogo marcou a despedida do jogador Jorginho com a camisa vascaína.
O time disputou o Campeonato Brasileiro de 2019 na Praia da Enseada no Guarujá e sagrou-se campeão ao derrotar o Flamengo nos pênaltis após empate de 2 a 2, garantindo assim o segundo título do torneio. Com a vitória, passa a ser o time com maior número de títulos da competição.
Na semifinal da Copa Libertadores de 2019 realizado em Luque, Paraguai, o Vasco vence nos pênaltis após empate em 2 a 2 com o Acassuso da Argentina, classificando-se à quarta final consecutiva da competição. Na final, derrota os anfitriões do Cerro Porteño por 7 a 5 e conquista o tricampeonato da competição.
O Trem-Bala da Areia segue conquistando títulos. O Gigante da Colina bateu o Flamengo por 4 a 3 na final, na Praia do Popeye em Iguaba Grande e foi pentacampeão do Carioca de Beach Soccer. Os gols vascaínos foram marcados por Lucão (dois), Mauricinho e Bokinha. A campanha terminou de forma invicta, com cinco vitórias em cinco jogos, com 39 gols marcados e 16 sofridos.
Hegemônico na modalidade, o time da Colina isolou-se ainda mais como maior vencedor nacional no beach soccer com a conquista do Campeonato Brasileiro de Beach Soccer 2020. Jordan marcou o último gol na disputa dos pênaltis, após o empate em 1 a 1 no tempo normal e o mesmo 1 a 1 na prorrogação e conquistando o tri da competição.
O Vasco conquistou o título da Supercopa do Brasil de futebol de areia na Arena Guariroba, em Ceilândia (DF). Dessa forma, a conquista garantiu a classificação para a Libertadores de 2024, em dezembro. Rai, Luquinhas, Coutinho e Matheus, duas vezes, marcaram os gols da vitória. No caminho rumo ao título, o Vasco terminou em primeiro lugar no Grupo A, além de eliminar o Vitória na semifinal da competição. Na decisão, Cruz-Maltino venceu o Flamengo por 5 a 4.
Cinco anos depois, a Copa Conmebol Libertadores de futebol de areia está de volta a São Januário. O Vasco conquistou o tetracampeonato da competição sul-americana ao vencer o Sportivo Luqueño por 5 a 2 no estadio Mundialista Los Pynandi, Luque, Paraguai. Matheus Show abriu o placar, ao matar no peito e fazer de bicicleta, Mauricinho guardou em duas oportunidades, uma delas ficando de cara a cara com goleiro e outra de categoria no começo do 3° período. Bokinha, também fez dois gols, o primeiro no canto direito do goleiro ainda no primeiro período, já o segundo foi no 3° período numa cobrança de pênalti e garantindo o titulo mais importante do continente.

## Elenco atual(masculino)
Legenda
- : Capitão
- : Seleção Brasileira

## Títulos(masculino)

#### Masculino
| HONORÁRIOS                               | HONORÁRIOS                               | HONORÁRIOS     | HONORÁRIOS                                                                          |
|                                          | Competições                              | Títulos        | Temporadas                                                                          |
|                                          | Tríplice Coroa                           | 2              | 2014 e 2019                                                                         |
|                                          | Líder do Ranking Continental             | 9              | 2016, 2017, 2018, 2019, 2020, 2021, 2022, 2023 e 2024                               |
| Brasil                                   | Líder do Ranking Nacional                | 14             | 2011, 2012, 2013, 2014, 2015, 2016, 2017, 2018, 2019, 2020, 2021, 2022, 2023 e 2024 |
| MUNDIAIS                                 | MUNDIAIS                                 | MUNDIAIS       | MUNDIAIS                                                                            |
|                                          | Competições                              | Títulos        | Temporadas                                                                          |
|                                          | Mundialito de Clubes                     | 1              | 2011                                                                                |
| CONTINENTAIS                             | CONTINENTAIS                             | CONTINENTAIS   | CONTINENTAIS                                                                        |
|                                          | Competições                              | Títulos        | Temporadas                                                                          |
|                                          | Copa Libertadores da América             | 4              | 20161, 2017, 2019 e 2024                                                            |
| NACIONAIS                                | NACIONAIS                                | NACIONAIS      | NACIONAIS                                                                           |
|                                          | Competições                              | Títulos        | Temporadas                                                                          |
|                                          | Campeonato Brasileiro                    | 3              | 2017, 2019 e 2020                                                                   |
|                                          | Copa Brasil                              | 2              | 2012 e 2014                                                                         |
|                                          | Supercopa do Brasil                      | 1              | 2024                                                                                |
|                                          | Circuito Brasileiro                      | 2              | 2013 e 2014                                                                         |
|                                          | I Etapa do Circuito Brasileiro - Vitória | 1              | 2013                                                                                |
| II Etapa do Circuito Brasileiro - Manaus | 1                                        | 2014           |                                                                                     |
| IV Etapa do Circuito Brasileiro - Serra  | 1                                        | 2014           |                                                                                     |
| INTERESTADUAIS                           | INTERESTADUAIS                           | INTERESTADUAIS | INTERESTADUAIS                                                                      |
|                                          | Competições                              | Títulos        | Temporadas                                                                          |
|                                          | Torneio Rio–São Paulo                    | 1              | 2010                                                                                |
| ESTADUAIS                                | ESTADUAIS                                | ESTADUAIS      | ESTADUAIS                                                                           |
|                                          | Competições                              | Títulos        | Temporadas                                                                          |
|                                          | Campeonato Carioca                       | 6              | 1999, 2003, 2014, 2018, 2020 e 2021                                                 |
|                                          | Copa Rio                                 | 1              | 2025                                                                                |
|                                          | Taça Rio                                 | 1              | 2019                                                                                |
| Rio de Janeiro                           | II Taça Rio Cidade da Paz                | 1              | 2011                                                                                |
| Rio de Janeiro                           | Copa Rio Marinha do Brasil               | 1              | 2015                                                                                |
| DESAFIOS                                 | DESAFIOS                                 | DESAFIOS       | DESAFIOS                                                                            |
|                                          | Competições                              | Títulos        | Temporadas                                                                          |
|                                          | Desafio Internacional de Arraial do Cabo | 1              | 2009                                                                                |
|                                          | Desafio Internacional Guara Plus         | 1              | 2012                                                                                |
|                                          | Desafio Espírito Santo                   | 1              | 2012                                                                                |
|                                          | Desafio Fair Play de Beach Soccer        | 1              | 2013                                                                                |
|                                          | Desafio dos Campeões de Beach Soccer     | 1              | 2018                                                                                |
| ---------------------------------------- | ---------------------------------------- | -------------- | ----------------------------------------------------------------------------------- |

↑1  Embora se tenha classificado para a competição a partir do Campeonato Brasileiro de 2017, o clube é considerado campeão da Copa Libertadores de 2016. Ambas as competições estavam destinadas a serem disputadas em dezembro de 2016, no entanto, devido à tragédia com a equipe da Chapecoense, foram adiados para o início de 2017. Por motivos de homologação junto à CONMEBOL, a edição da Copa Libertadores continuou sendo referente ao ano de 2016, enquanto a Confederação de Beach Soccer do Brasil optou por deixar a edição do Campeonato Brasileiro referente ao ano de disputa, neste caso 2017.

### Categorias de Base
| SUB-23 (Aspirantes)       | SUB-23 (Aspirantes)                  | SUB-23 (Aspirantes)       | SUB-23 (Aspirantes)       |
|                           | Competições                          | Títulos                   | Temporadas                |
| Brasil                    | Supercopa do Brasil                  | 1                         | 2012                      |
| Brasil                    | Qualify do Campeonato Brasileiro     | 1                         | 2012                      |
| SUB-20 (Juniores/Juvenis) | SUB-20 (Juniores/Juvenis)            | SUB-20 (Juniores/Juvenis) | SUB-20 (Juniores/Juvenis) |
|                           | Competições                          | Títulos                   | Temporadas                |
| Brasil                    | Copa Brasil Sul/Sudeste/Centro-Oeste | 1                         | 2017                      |
| Rio de Janeiro            | Taça Rio                             | 1                         | 2020                      |
|                           | Circuito Guaraviton de Beach Soccer  | 1                         | 2013                      |
| SUB-15 (Infantil)         | SUB-15 (Infantil)                    | SUB-15 (Infantil)         | SUB-15 (Infantil)         |
|                           | Competições                          | Títulos                   | Temporadas                |
|                           | Copa da Amizade                      | 1                         | 2015                      |
| SUB-13 (Mirim)            | SUB-13 (Mirim)                       | SUB-13 (Mirim)            | SUB-13 (Mirim)            |
|                           | Competições                          | Títulos                   | Temporadas                |
|                           | Copa Ouro                            | 1                         | 2016                      |
| SUB-11 (Pré-Mirim)        | SUB-11 (Pré-Mirim)                   | SUB-11 (Pré-Mirim)        | SUB-11 (Pré-Mirim)        |
|                           | Competições                          | Títulos                   | Temporadas                |
|                           | Copa Ouro                            | 1                         | 2015                      |
| ------------------------- | ------------------------------------ | ------------------------- | ------------------------- |

## Feminino
Na decisão do Campeonato Carioca Feminino 2012, 2 grandes equipes que se destacaram ao longo do campeonato, Vasco da Gama e América. O Vasco, equipe comandada pelos competentes e experientes Almir e Fabrício, que comandam o Beach Soccer Feminino da FEBSERJ, contando com os talentos de Dani, Mari e Gesiane não encontrou dificuldades na final e derrotou o América por 8×2, lembrando que o América havia vencido o Vasco na 1ª fase por 6×3. O Vasco é a equipe a ser batida na categoria feminina, seguindo os passos do sucesso da equipe adulta na categoria masculina, venceu recentemente a I Taça Brasil Feminino na Arena Maestro Junior, organizada pela Liga Brasileira de Beach Soccer e mostrou ser a melhor equipe do Rio de Janeiro ao vencer este carioca.
O Tancredão (Vitória-ES) recebeu as princesas da areia para a disputa do Campeonato Brasileiro Feminino, disputado entre os dias 21 e 23 de julho. Participaram seis equipes: Vasco da Gama (RJ), Vila Nova (ES), São Pedro (ES), Flamengo (RJ), Avaí (SC) e Vitória (BA). E o Vasco sagrou-se campeão, ao vencer o Vila Nova na decisão
As meninas do Vasco beach soccer retornam ainda mais forte na modalidade, revelando jogadoras talentosas.

## Elenco atual(feminino)
Legenda
- : Capitão
- : Seleção Brasileira

## Títulos(feminino)

#### Feminino
| NACIONAIS      | NACIONAIS                  | NACIONAIS | NACIONAIS                           |
|                | Competições                | Títulos   | Temporadas                          |
|                | Campeonato Brasileiro      | 1         | 2017                                |
|                | Taça Brasil                | 1         | 2012                                |
|                | Seletiva Pré-Brasileiro RJ | 1         | 2017                                |
| ESTADUAIS      | ESTADUAIS                  | ESTADUAIS | ESTADUAIS                           |
|                | Competições                | Títulos   | Temporadas                          |
|                | Campeonato Carioca         | 6         | 2012, 2016, 2017, 2021, 2022 e 2024 |
| Rio de Janeiro | Copa Rio Marinha do Brasil | 1         | 2015                                |
| DESAFIOS       | DESAFIOS                   | DESAFIOS  | DESAFIOS                            |
|                | Competições                | Títulos   | Temporadas                          |
|                | Desafio CEFAN              | 1         | 2010                                |
| -------------- | -------------------------- | --------- | ----------------------------------- |

### Categorias de Base
| BASE FEMININA  | BASE FEMININA                       | BASE FEMININA | BASE FEMININA |
|                | Competições                         | Títulos       | Temporadas    |
| Rio de Janeiro | Campeonato Carioca Feminino de Base | 1             | 2022          |
| Rio de Janeiro | Taça da Amizade Feminina de Base    | 1             | 2021          |
| -------------- | ----------------------------------- | ------------- | ------------- |

## Surdos Masculino
Em 2019, por iniciativa da FEBSERJ, foi realizada pela primeira vez uma competição de futebol de areia com atletas surdos, a Taça Rio, na qual o Vasco da Gama, em parceria com a ASURJ, conquistou o inédito título.
| ESTADUAIS      | ESTADUAIS          | ESTADUAIS | ESTADUAIS  |
|                | Competições        | Títulos   | Temporadas |
|                | Campeonato Carioca | 1         | 2020       |
| Rio de Janeiro | Taça Rio           | 1         | 2019       |
| -------------- | ------------------ | --------- | ---------- |

## Estatísticas

### Campanhas de destaque
| Masculino                  | Masculino                               | Masculino    | Masculino               | Masculino       |
| -------------------------- | --------------------------------------- | ------------ | ----------------------- | --------------- |
|                            |                                         |              |                         |                 |
| Torneio                    | Campeão                                 | Vice-campeão | Terceiro colocado       | Quarto colocado |
| Mundialito de Clubes       | 1 (2011)                                | 1 (2015)     | 3 (2012, 2013, 2021)    | Não possui      |
| Copa Libertadores          | 4 (2016, 2017, 2019, 2024)              | 1 (2018)     | Não possui              | Não possui      |
| Campeonato Brasileiro      | 3 (2017, 2019, 2020)                    | Não possui   | Não possui              | Não possui      |
| Copa Brasil                | 2 (2012, 2014)                          | 1 (2011)     | 3 (2013, 2016, 2017/18) | Não possui      |
| Supercopa do Brasil        | 1 (2024)                                | Não possui   | Não possui              | Não possui      |
| Circuito Brasileiro/Brasil | 2 (2013, 2014)                          | 1 (2023)     | Não possui              | Não possui      |
| Torneio Rio–São Paulo      | 1 (2010)                                | 1 (2023)     | Não possui              | Não possui      |
| Campeonato Carioca         | 6 (1999, 2003, 2014, 2018, 2020 e 2021) | 1 (2019)     | Não possui              | Não possui      |
| Feminino                   |                                         |              |                         |                 |
| Torneio                    | Campeão                                 | Vice-campeão | Terceiro colocado       | Quarto colocado |
| Campeonato Brasileiro      | 1 (2017)                                | Não possui   | Não possui              | Não possui      |
| Taça Brasil                | 1 (2012)                                | Não possui   | Não possui              | Não possui      |
| Supercopa do Brasil        | Não possui                              | Não possui   | 1 (2024)                | Não possui      |
| Campeonato Carioca         | 6 (2012, 2016, 2017, 2021, 2022 e 2024) | Não possui   | 1 (2020)                | Não possui      |
| Surdos Masculino           |                                         |              |                         |                 |
| Torneio                    | Campeão                                 | Vice-campeão | Terceiro colocado       | Quarto colocado |
| Campeonato Carioca         | 1 (2020)                                | Não possui   | Não possui              | Não possui      |
| Taça Rio                   | 1 (2019)                                | Não possui   | Não possui              | Não possui      |

## Prêmios individuais
Bola de Ouro do Mundialito de Clubes
- Pampero (2011)

Artilheiro do Mundialito de Clubes
- Bokinha (2015)
- Lucão (2015)

Melhor Jogador do Copa Libertadores
- Mauricinho (2016)
- Bokinha (2017 e 2018)

Melhor Goleiro do Copa Libertadores
- Rafael Padilha (2016)

Artilheiro da Copa Libertadores
- Bokinha (2016)

Melhor Jogador do Campeonato Brasileiro
- Mauricinho (2017)

Melhor Goleiro do Campeonato Brasileiro
- Rafael Padilha (2017 e 2020)

Artilheiro do Campeonato Brasileiro
- Lucão (2020)

Melhor Jogador da Copa Brasil
- Mauricinho (2012)
- Lucão (2014)

Melhor Goleiro da Copa Brasil
- Cesinha (2012 e 2014)

Artilheiro da Copa Brasil
- Mauricinho (2012)

Artilheiro do Campeonato Brasileiro Sub-23
- Mauricinho (2012)

Melhor Goleiro da Etapa Sul/Sudeste/Centro-Oeste da Copa do Brasil
- Rafael Padilha (2017)

Melhor Jogador da Copa Brasil Sul/Sudeste/Centro-Oeste Sub-20
- Josep Gentili (2017)

Melhor Jogador do Campeonato Carioca
- Bokinha (2014 e 2018)
- Benjinha (2020)

Melhor Goleiro do Campeonato Carioca
- Cesinha (2018 e 2019)
- Rafael Padilha (2020)

Artilheiro do Campeonato Carioca
- Lucão (2014)
- Benjinha (2020)
- Mauricinho (2021)

Melhor Jogador da Taça Rio
- Benjinha (2019)

Melhor Goleiro da Taça Rio
- Daniel Lira (2019)

Artilheiro da Taça Rio
- Luquinhas (2019)

Melhor Jogador da Taça Rio Sub-20
- Yan Ryan (2020)

## Medalistas de Seleções

### Copa do Mundo
- Jorginho - Rio de Janeiro 1999
- Jorginho - Rio de Janeiro 2003
- Bokinha - Nassau 2017
- Catarino - Nassau 2017
- Lucão - Nassau 2017
- Mauricinho - Nassau 2017
- Rafael Padilha - Nassau 2017
- Mauricinho - Dubai 2024
- Matheus Teleco - Dubai 2024
- Jorginho - Ravena 2011
- Josep Jr - Luque 2019
- Josep Jr - Dubai 2024
- Bokinha - Taiti 2013
- Bueno - Taiti 2013
- Bruno Xavier - Taiti 2013
- Jorginho - Taiti 2013

## Personalidades ilustres
- Benjamim
- Betinho
- Bokinha
- Bruno Xavier
- Bueno
- Buru
- Catarino
- Cesinha (jogador/dirigente)
- Edmundo
- Fábio Costa (técnico)
- Gilberto Costa (técnico)
- Jordan
- Josep Jr
- Jorginho
- Júnior Negão (jogador/dirigente)
- Lucão
- Mauricinho
- Rafael Padilha
- Rafinha Amorim
- Pampero
- Villalobos
- Salgueiro